# Dow Brook
Der Dow Brook ist ein Wasserlauf in Lancashire, England. Er entsteht aus dem Zusammenfluss von Carr Brook und Spen Brook im Nordosten von Kirkham.
Er fließt im Osten von Kirkham in südlicher Richtung. Nordöstlich von Freckleton zweigt der Middle Pool östlich von ihm ab (53° 45′ 55″ N, 2° 51′ 8″ W) und fließt in einem Bogen in südlicher Richtung bis zu seiner Wiedervereinigung mit dem Dow Brook am östlichen Rand von Freckleton (53° 45′ 7″ N, 2° 51′ 30″ W). Der Middle Brook nimmt dabei verschiedene unbenannte Zuflüsse aus östlicher Richtung in sich auf. Der Dow Brook wechselt nach der Wiedervereinigung mit dem Middle Pool seinen Namen zu Freckleton Pool, unter dem er in den River Ribble mündet.